# Teófilo Otoni
Teófilo Otoni este un oraș în Minas Gerais (MG), Brazilia.